# Cucumis metuliferus
Cucumis metuliferus là một loài cây leo sống một năm thuộc họ Bầu bí (Cucurbitaceae). Trái chín có vỏ ngoài màu cam, phần thịt trong màu xanh lá chanh với kết cấu giống với của chùm bao. C. metuliferus là loài bản địa của châu Phi hạ Sahara, nhưng ngày nay được trồng ở cả Hoa Kỳ, Bồ Đào Nha, Ý, Đức, Chile, Úc, New Zealand và Nhật Bản.
Đây là một loại cây ăn trái truyền thống ở châu Phi. Cùng với Acanthosicyos naudinianus và Citrullus caffer, nó là một trong số ít nguồn nước có được ở hoang mạc Kalahari vào mùa khô. Ở bắc Zimbabwe, nó có tên gaka hay gakachika, và thường được dùng để ăn tươi hay làm salad. Khi chín quá, trái cây tự bung ra để giải phóng hạt. Ở Nhật, nó gọi là kiwano.

## Thư viện ảnh

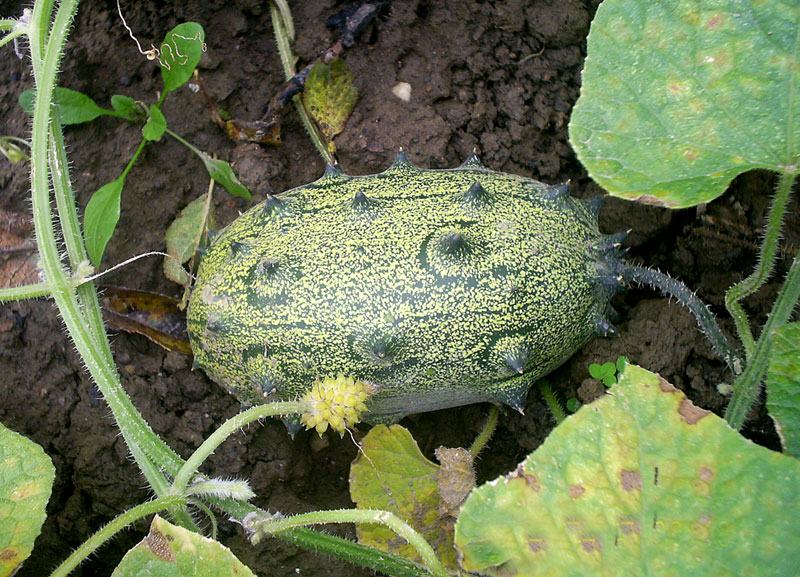
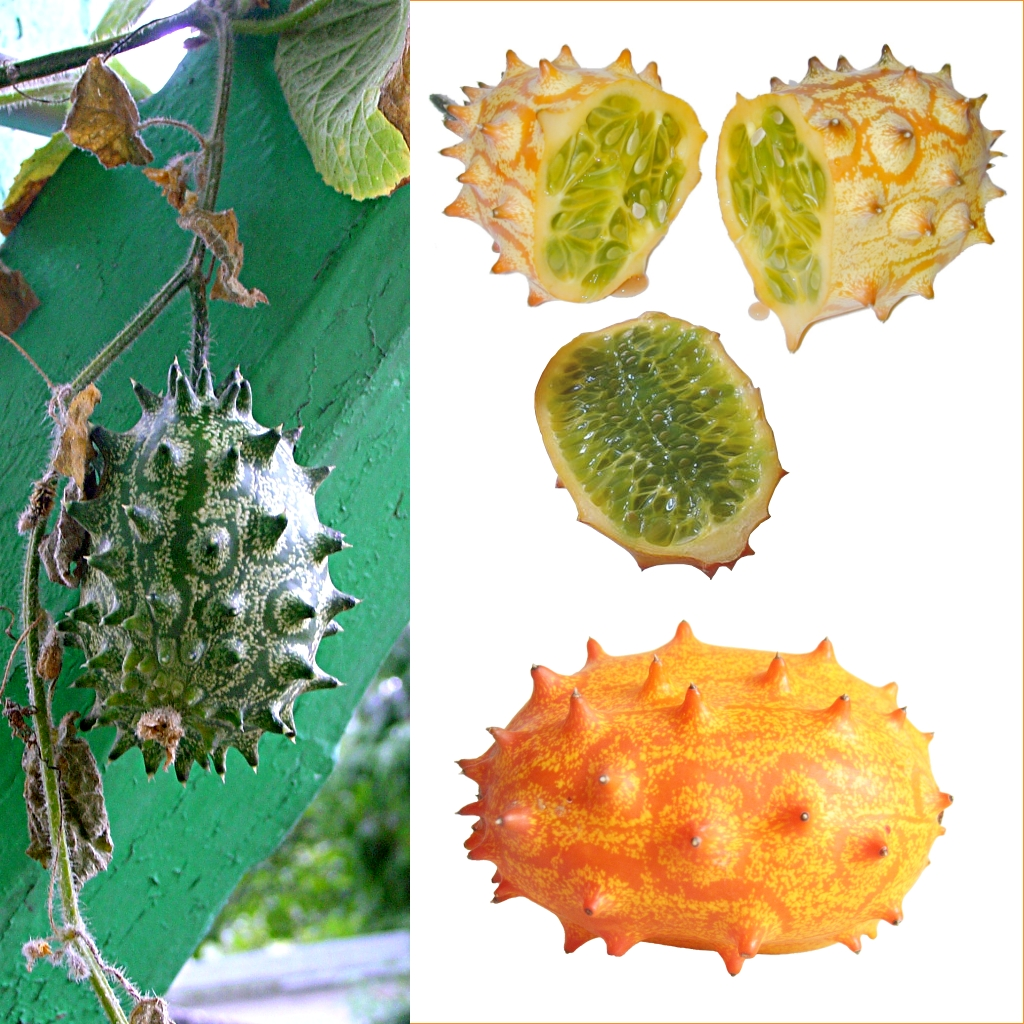
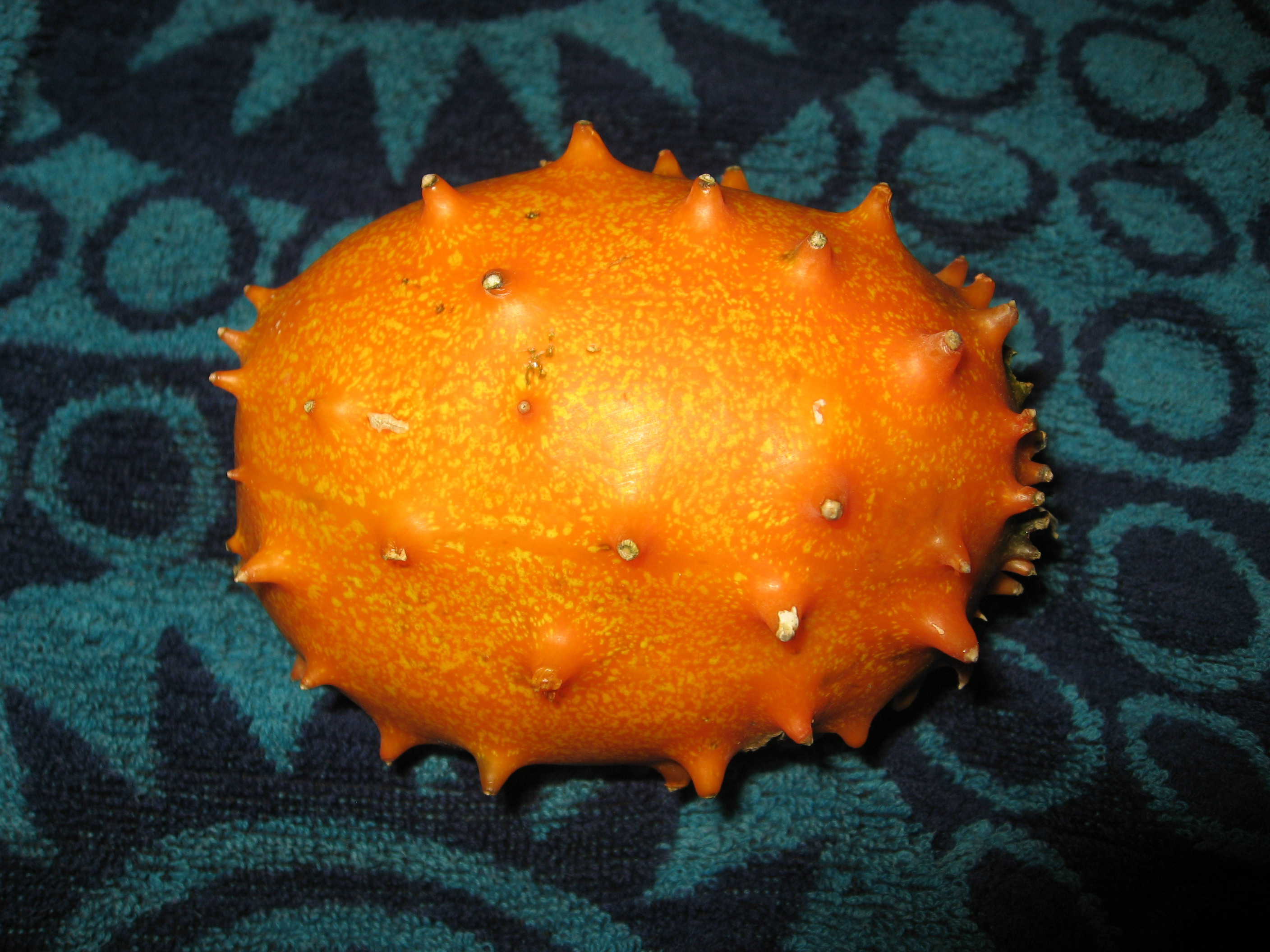
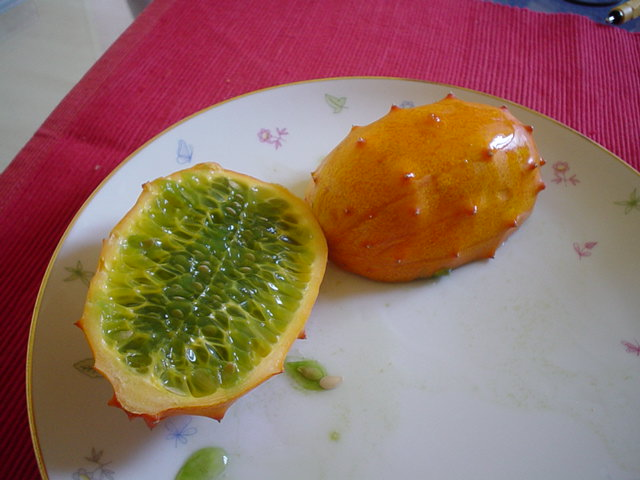
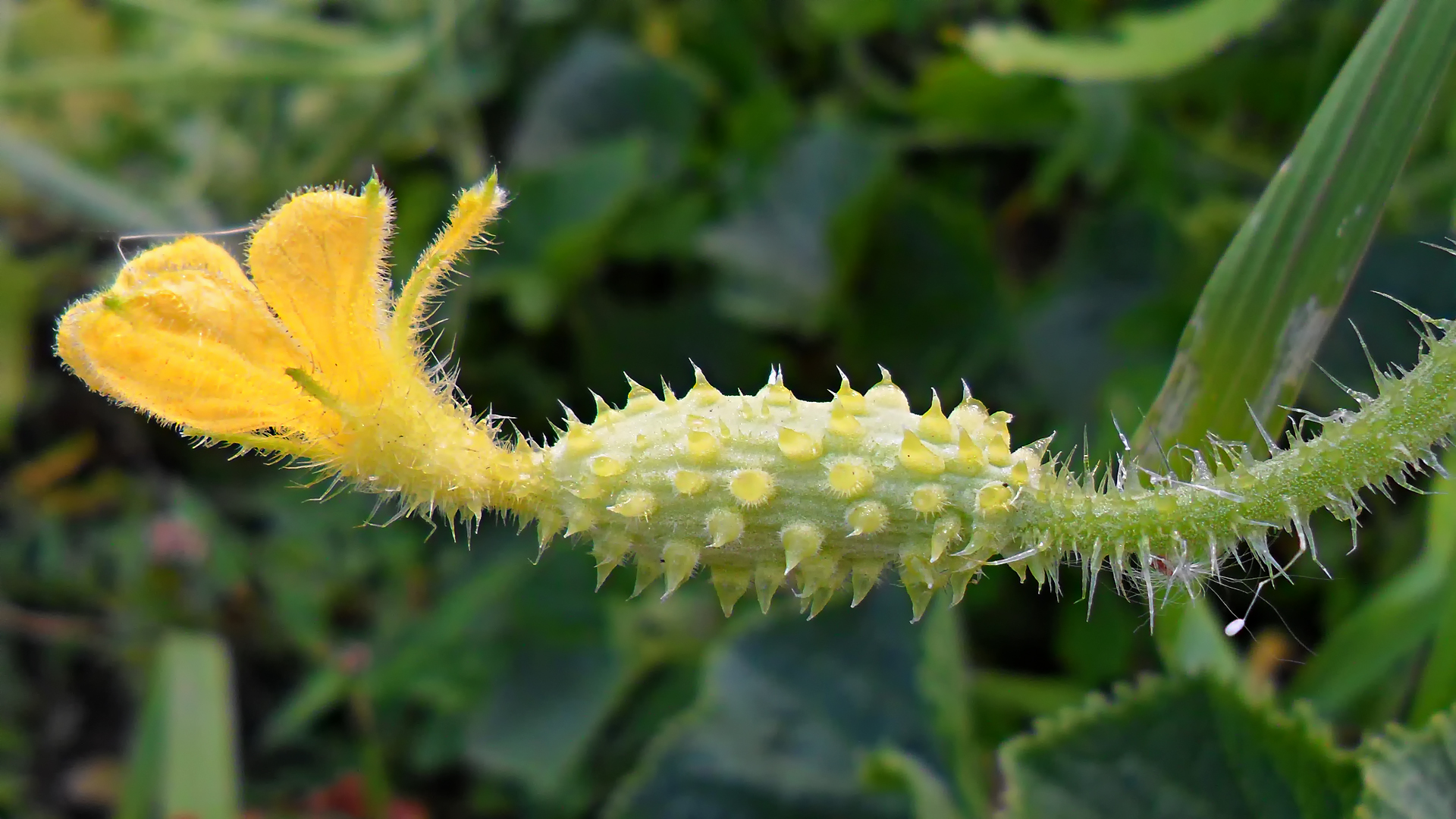
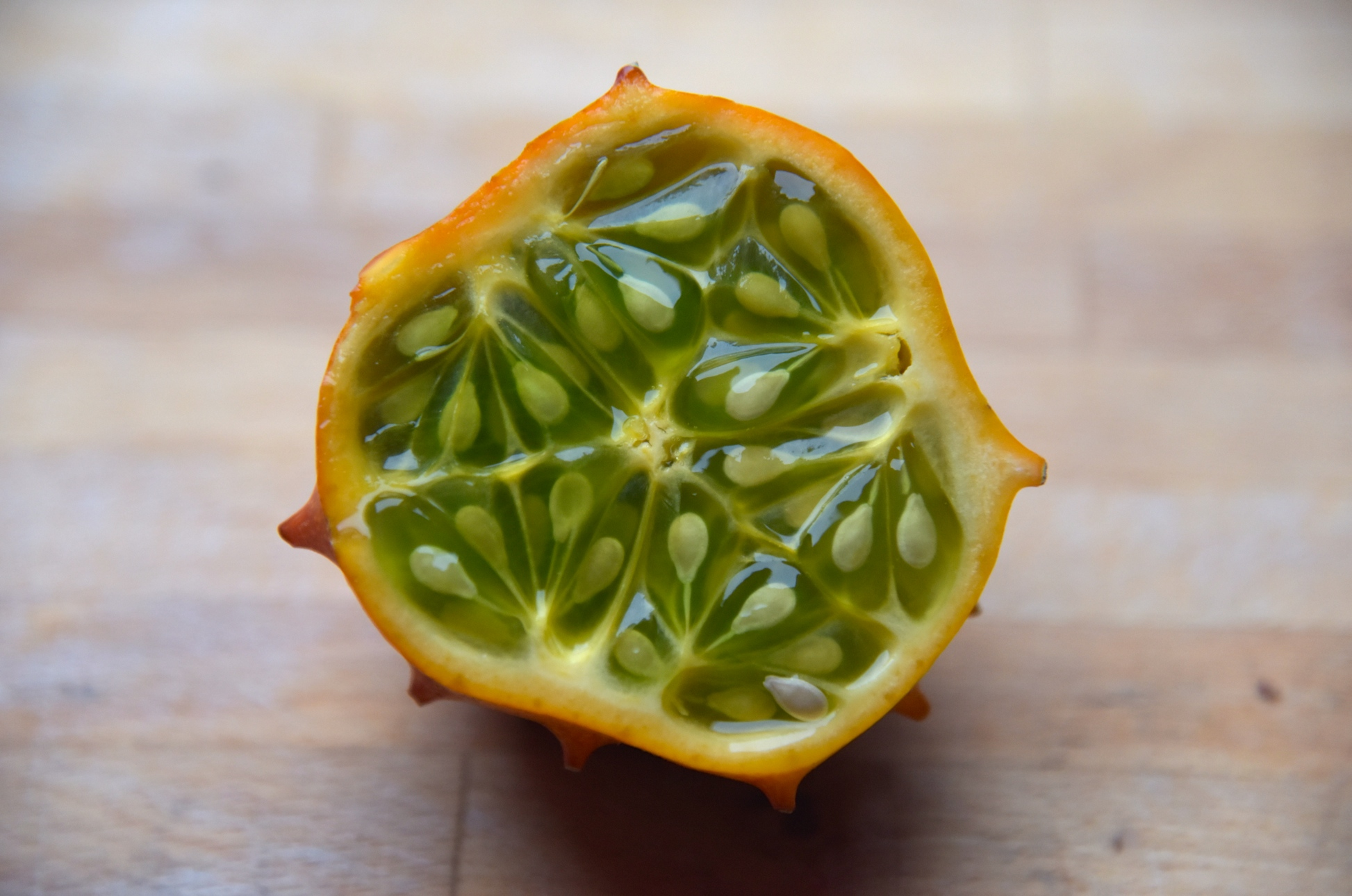